# Fastighetsdomstol
En fastighetsdomstol var tidigare i Sverige en särskild domstol som prövade fastighetsbildningsmål, expropriationsmål, tomträttsmål och vissa övriga mål med fastighetsrättslig anknytning. 
Det fanns minst en fastighetsdomstol i varje län. Domstolen var en del av tingsrätten i residensstaden. Därtill fanns sådana domstolar vid tingsrätterna i Mariestad, Vänersborg, Eskilstuna och Sundsvall. Fastighetsdomstolars beslut kunde överklagas till den hovrätt som respektive tingsrätt sorterade under.
Fastighetsdomstolarna och miljödomstolarna lades den 2 maj 2011 samman till fem nya mark- och miljödomstolar.